# Edgard Bouillette
Pour les articles homonymes, voir Bouillette.
Alphonse Henri Edgard Bouillette (né à Paris 9e le 15 février 1872, mort à Chamonix le 5 septembre 1960) est un peintre français surtout connu pour sa peinture de montagne.

## Biographie
Edgard Bouillette est né à Paris et y passe toute son enfance. Brillant sujet, il y fait ses études de droit et passe également un doctorat ès-sciences et un doctorat ès-lettres. Il commence une carrière juridique comme avocat stagiaire à la Cour d'appel de Paris mais va rapidement abandonner celle-ci pour une carrière artistique qu'il va mener parallèlement à une intense activité d'alpiniste. Il séjourne longuement à Chamonix, où il se fait construire un chalet, d'où il part souvent en courses avec le grand guide Joseph Ravanel « le Rouge ». Il fréquente également les massifs de l'Oisans et des Pyrénées. Il est mobilisé pour la Grande guerre et combat dans les tranchées de l'Yser. Il devient l'un des premiers membres du Club alpin français et assure la vice-présidence de la section de Chamonix. Il conduit de nombreuses courses collectives dans les montagnes. Il meurt à Chamonix à l'âge de 89 ans,.

## Carrière artistique
Après avoir abandonné sa carrière débutante d'avocat, il se forme comme peintre auprès de Jules Joseph Lefebvre (1836-1911), de Jean-André Rixens (1846-1924) et de Tony Robert-Fleury (1837-1911). Il est admis à la Société des peintres de montagne en 1904, en devient secrétaire général en 1938, vice-président en 1949 puis président de 1955 à 1960. Il est également membre des Indépendants, des Artistes français et du Salon d'hiver,.

## Œuvres
Edgard Bouillette a consacré sa carrière artistiques à la représentation de la montagne, en particulier les sommets de la vallée de Chamonix (le mont Blanc, Les Drus, le glacier des Bossons, etc.)
Il a également peint les sports d'hiver et a réalisé des portraits, dont celui de Ravanel le Rouge.
Il est très connu pour ses eaux fortes mais a aussi réalisé des peintures à l'huile et des aquarelles.
Il a été peintre soldat et a peint des aquarelles dans les tranchées de l'Yser.
Quelques-unes de ses œuvres sont visibles au musée alpin de Chamonix, au musée montagnard des Houches et au musée d'Annecy.